# Ворд (округ, Техас)
Шаблон:StateAbbr_ 31°31′ пн. ш. 103°06′ зх. д. / 31.51° пн. ш. 103.1° зх. д.
Округ Ворд (англ. Ward County) — округ (графство) у штаті Техас, США. Ідентифікатор округу 48475.

## Історія
Округ утворений 1887 року.

## Демографія
За даними перепису 2000 року загальне населення округу становило 10909 осіб, зокрема міського населення було 7329, а сільського — 3580. Серед мешканців округу чоловіків було 5449, а жінок — 5460. В окрузі було 3964 домогосподарства, 2931 родин, які мешкали в 4832 будинках. Середній розмір родини становив 3,15.
Віковий розподіл населення поданий у таблиці:
| Стать    | До 15 років | 15-21 | 22-29 | 30-39 | 40-49 | 50-65 | 65-85 | Понад 85 |
| -------- | ----------- | ----- | ----- | ----- | ----- | ----- | ----- | -------- |
| Чоловіки | 1322        | 810   | 396   | 663   | 741   | 810   | 659   | 48       |
| Жінки    | 1197        | 578   | 400   | 731   | 817   | 886   | 733   | 118      |

## Суміжні округи
- Вінклер — північ
- Ектор — північний схід
- Крейн — схід
- Пекос — південь
- Ривс — захід
- Лавінг — північний захід

## Виноски
1. ↑  U.S. Decennial Census. United States Census Bureau. Архів оригіналу за 4 квітня 2018. Процитовано 12 травня 2015.
2. ↑  Texas Almanac: Population History of Counties from 1850–2010 (PDF). Texas Almanac. Архів оригіналу (PDF) за 26 лютого 2015. Процитовано 12 травня 2015.
3. ↑  State & County QuickFacts. United States Census Bureau. Архів оригіналу за 22 липня 2011. Процитовано 29 грудня 2013.(англ.) Наведено за англійською вікіпедією.
4. ↑  American FactFinder. Бюро перепису населення США. Архів оригіналу за 26 лютого 2012. Процитовано 31 січня 2008.

| США | Це незавершена стаття з географії США. Ви можете допомогти проєкту, виправивши або дописавши її. |